# Настоянка (напій)

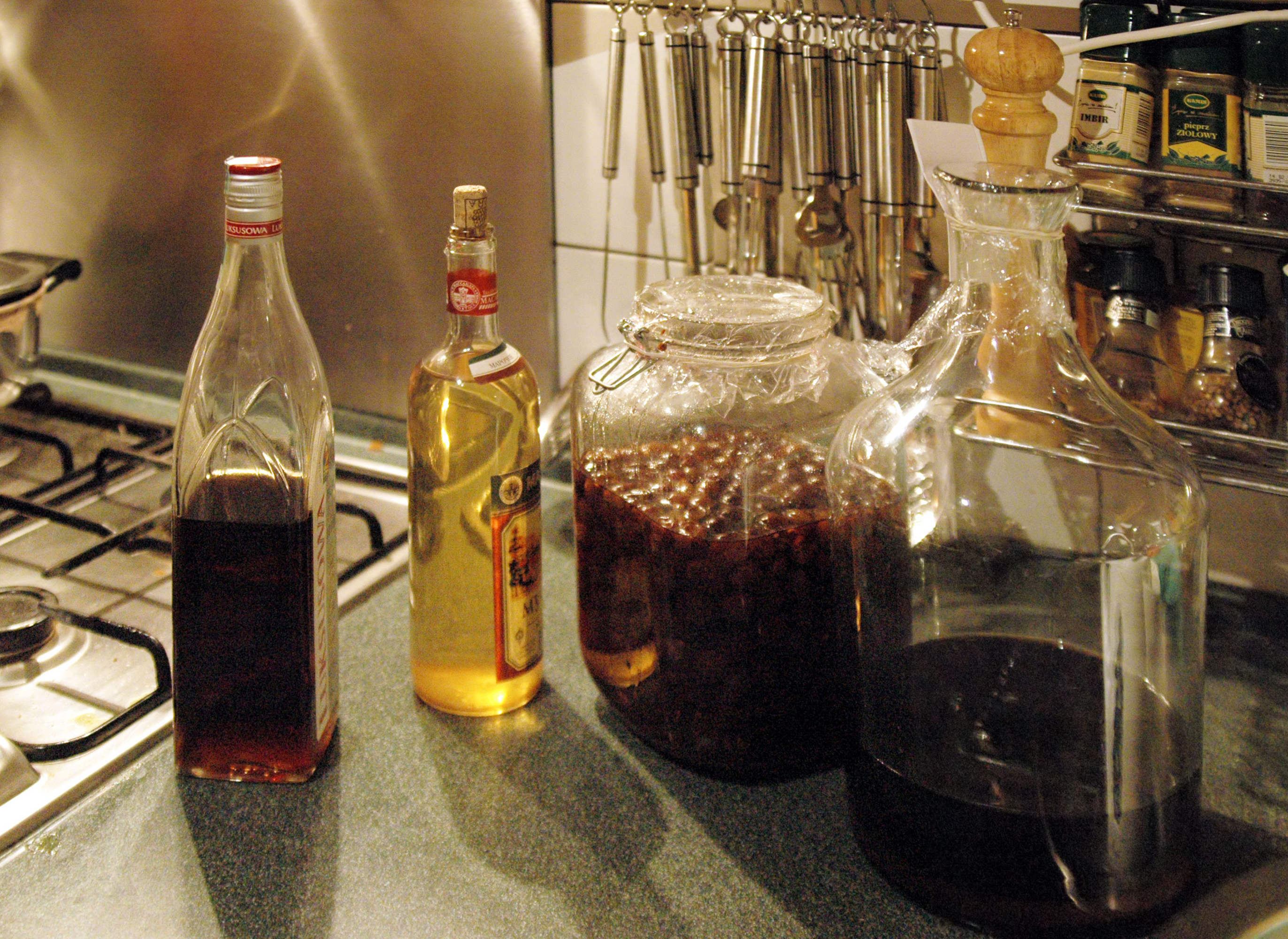
Підбір різноманітних настоянок на різних стадіях готовності

Насто́янка — лікеро-горілчаний напій міцністю від 20,0 % до 60,0 % з масовою концентрацією екстрактивних речовин не більше ніж 20,0 р/100см³, з гіркувато-пекучим або солодким пряним присмаком, виготовлений на основі настоїв спиртових з рослинної сировини з використанням інших напівфабрикатів та інгредієнтів. Міжнародний день настоянки відзначається щорічно 16 жовтня.